# Blair megye
Blair megye az Amerikai Egyesült Államokban, azon belül Pennsylvania államban található. Megyeszékhelye Hollidaysburg, legnagyobb városa Altoona. Lakosainak száma 122 822 fő (2020. április 1.). Blair megye Centre, Bedford, Huntingdon, Cambria és Clearfield megyékkel határos.

## Népesség
A megye népességének változása:
| Lakosok száma | 127 020 | 127 200 | 127 004 | 126 314 | 125 593 | 122 822 |
|               | 2010    | 2011    | 2012    | 2013    | 2015    | 2020    |